# Reprezentacja Stanów Zjednoczonych w futsalu mężczyzn
Reprezentacja Stanów Zjednoczonych w futsalu – zespół futsalowy, biorący udział w imieniu Stanów Zjednoczonych w meczach i sportowych imprezach międzynarodowych, powoływany przez selekcjonera, w którym mogą występować wyłącznie zawodnicy posiadający obywatelstwo amerykańskie. Za jego funkcjonowanie odpowiedzialny jest United States Soccer Federation.

## Udział w mistrzostwach świata
- 1989 - 3. miejsce
- 1992 - 2. miejsce
- 1996 – 1. runda
- 2000 – Nie zakwalifikowała się
- 2004 – 2. runda
- 2008 – 1. runda
- 2012 – Nie zakwalifikowała się

## Złoty Puchar CONCACAF
- 1996 – Mistrzostwo
- 2000 – 3. miejsce
- 2004 – Mistrzostwo
- 2008 – 3. miejsce
- 2012 – 1. runda